# Kim Andersen
Pour les articles homonymes, voir Andersen.
Kim Andersen est un ancien coureur cycliste danois, né le 10 février 1958 à Malling, au Danemark. Il est actuellement directeur sportif de l'équipe Trek-Segafredo.

## Biographie
Professionnel de 1980 à 1992, Kim Andersen a notamment été Champion de Danemark et vainqueur d'étape sur le Tour de France 1983 et le Tour d'Espagne 1981. Il est le premier coureur danois à avoir porté le maillot jaune du Tour de France, en 1983 et 1985. Il a également remporté la Flèche wallonne et le Tour du Danemark. Il a été l'un des coéquipiers de Joop Zoetemelk et de Bernard Hinault. 
Il a subi sept contrôles antidopage positifs, un record dans le monde du cyclisme. L'un d'entre eux entraîne son déclassement de la deuxième place de la Flèche wallonne en 1986. Après un contrôle positif sur le Tour du Limousin en 1987, il échappe à une suspension à vie et déclare « Depuis que j'ai été contrôlé deux fois positif, je prends toutes mes précautions. Je ne suis quand même pas con ! ». Et en 1992, il est contrôlé positif, pour la septième fois, à l'amineptine lors de l'Amstel Gold Race. Exclu de l'équipe Z, il rejoint la formation autrichienne Varta.

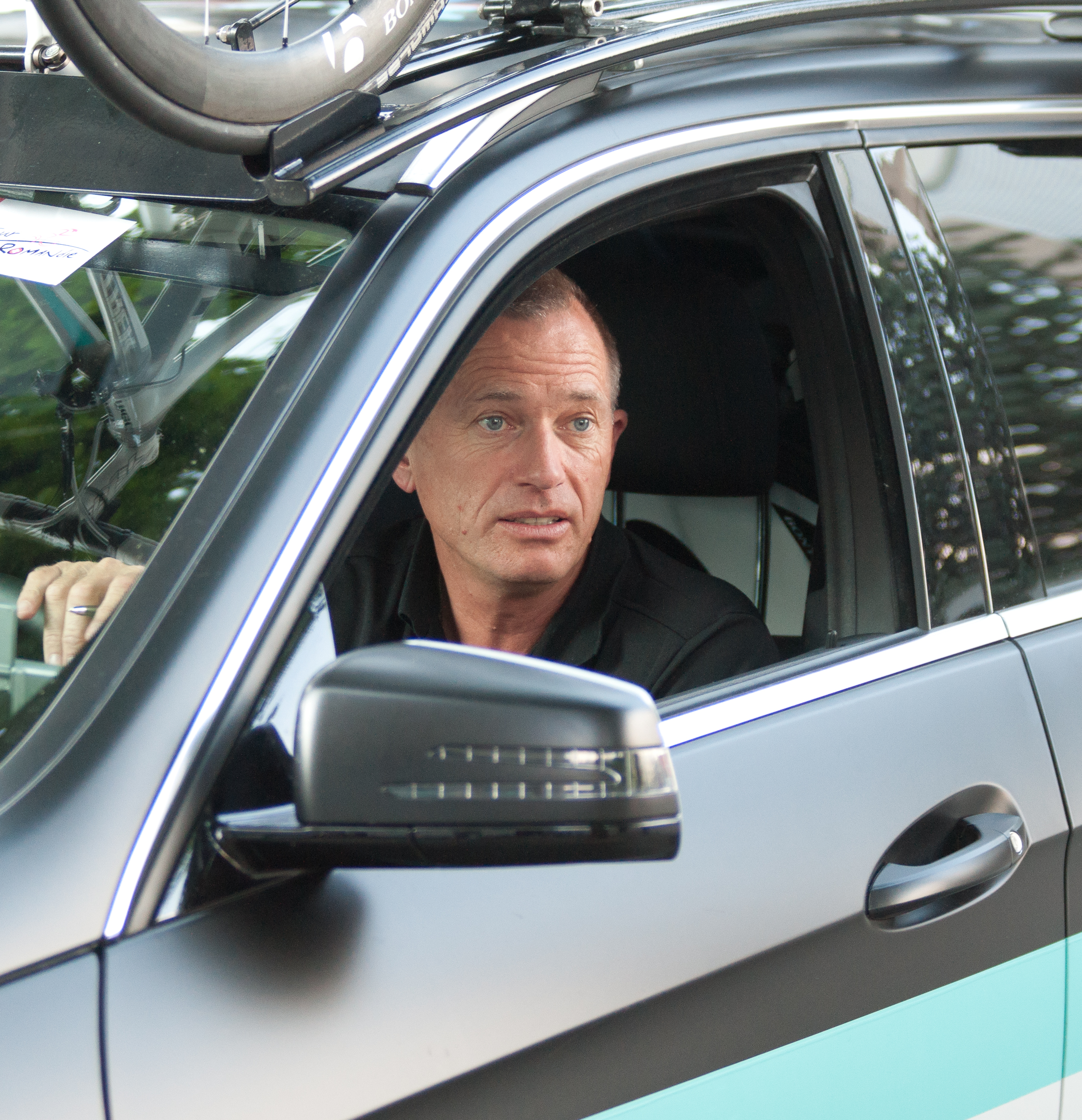
Kim Andersen au volant d'une voiture de l'équipe Léopard.

Après sa carrière de coureur, il est devenu directeur sportif des équipes Chicky World, Fakta et, depuis 2004, CSC. Au mois de juin 2010, il décide en accord avec Bjarne Riis de résilier son contrat, afin de rechercher un sponsor pour créer sa propre équipe qui sera articulée autour des frères Andy et Fränk Schleck.

## Palmarès

### Palmarès amateur
- 1974
  - 2e du championnat du Danemark du contre-la-montre par équipes juniors
- 1978
  - 3e de la Flèche du Sud
- 1979
  - Tour de Basse-Saxe :
    - Classement général
    - 3eb et 4e étapes

### Palmarès professionnel
- 1980
  - 2e du Grand Prix d'Aix-en-Provence
- 1981
  - Grand Prix de Cannes
  - 10e étape du Tour d'Espagne
  - 5e étape de l'Étoile des Espoirs
- 1982
  - 4e étape des Quatre Jours de Dunkerque
  - 3e étape du Grand Prix du Midi libre
  - 3e étape du Tour de l'Aude
  - 3e étape du Tour des Pays-Bas
  - 3e du Grand Prix du Midi libre
- 1983
  - Grand Prix de Monaco
  - Trophée des grimpeurs
  - Tour du Danemark :
    - Classement général
    - 1re et 4e étapes

  - 2e (contre-la-montre par équipes) et 12e étapes du Tour de France
  - 2e du Circuit de la vallée de la Lys
  - 2e du Tour de l'Aude
  - 3e du Tour du Haut-Var
  - 3e du Tour de Luxembourg
  - 3e du Grand Prix de Fourmies
  - 4e du Circuit Het Volk
  - 8e du Grand Prix du Midi libre
- 1984
  - Flèche wallonne
  - 4e étape des Quatre Jours de Dunkerque
  - Tour du Limousin :
    - Classement général
    - 1re étape

  - Grand Prix d'Isbergues
  - 2e de l'Amstel Gold Race
  - 2e de Paris-Camembert
  - 3e du Trophée des grimpeurs
  - 5e du Grand Prix des Nations
- 1985
  - 2e étape du Tour Midi-Pyrénées
  - 3e étape du Tour de France (contre-la-montre par équipes)
  - 2e étape du Tour du Danemark
  - 5e étape de l'Étoile des Espoirs
  - 2e du Tour du Danemark
  - 2e du Tour du Latium
  - 4e du Critérium du Dauphiné libéré
  - 5e des Quatre Jours de Dunkerque
- 1986
  - Paris-Camembert
  - 3e étape du Tour d'Irlande
  - 3e de l'Étoile de Bessèges
  - 3e du Tour du Nord-Ouest de la Suisse
  - 3e du Tour d'Irlande
  - 8e de Gand-Wevelgem
- 1987
  -  Champion de Danemark sur route
  - 3e étape de l'Étoile de Bessèges
  - Tour du Danemark
  - 4e étape du Tour du Limousin
  - Paris-Bourges :
    - Classement général
    - 2e et 3e étapes

  - Scandinavian Open Road Race
  - 8e du Tour de la Communauté européenne
- 1989
  - 7e étape de la Milk Race (contre-la-montre par équipes)
  - 3eb et 6e étapes du Trophée Joaquim Agostinho
- 1990
  - Grand Prix de Cholet
  - 3ea étape du Tour du Vaucluse
  - 11e étape du Tour de Suisse
  - 3e du Tour du Piémont
  - 4e de Paris-Tours
- 1991
  - Grand Prix de la ville de Rennes
  - Tour du Poitou-Charentes :
    - Classement général
    - 1re étape

  - 3e du Grand Prix d'Isbergues

## Résultats sur les grands tours

### Tour de France
6 participations
- 1981 : abandon (6e étape)
- 1982 : 17e
- 1983 : 28e, vainqueur des 2e (contre-la-montre par équipes) et 12e étapes,  maillot jaune pendant 6 jours
- 1984 : 50e
- 1985 : 47e, vainqueur de la 3e étape (contre-la-montre par équipes),  maillot jaune pendant 4 jours
- 1987 : 62e

### Tour d'Espagne
1 participation
- 1981 : 30e, vainqueur de la 10e étape

### Tour d'Italie
2 participations
- 1987 : abandon (17e étape)
- 1992 : non-partant (10e étape)